# Egeprocessionsspinder
En egeprocessionsspinder (Thaumetopoea processionea) er en natsværmer. Dens larver er let genkendelige på, at de altid optræder i flok og hyppigt kravlende i lange rækker (heraf tilnavnet procession).

## Små giftige larvehår
Selve den voksne natsværmer er harmløs. Larverne gennemgår 6 larvestadier. I de første tre stadier er larverne gulbrune. Det er kun de tre sidste larvestadier hvor larverne er mere grålige med en sort midterstribe, hvor de er forsynet med utallige små hår (setae), der virker giftige grundet toksinproteinet thaumetopoein. Toksinen thaumetopoein frigives, når de små sprøde hår går i stykker. De små hår er kun 0,1-0,2 mm lange, så de er usynlige og der kan være op til 700.000 af dem på en larve. De små hår frigives, når larven føler sig truet. Kommer mennesker eller dyr i kontakt med de små hår, udløses toksinet som resulterer i dermatitis (eksem) i form af et ekstremt kløende udslæt med blærer og røde plamager. Det kan ved længere kontakt med larvernes små hårs toksin udløses varig allergi. (De hvidlige store synlige hår er ikke giftige.) På dyr ses reaktioner på steder uden pels - fx munden, men fx en hund har meget lettere ved at indånde de små hår, fordi de sniffer i jordhøjde, hvor der kan være larver/små hår.
De små hår kan være virksomme i op til 7 år. Derfor kan døde larver eller forladte larvereder godt have virksomme små giftige hår.
Larvernes små hår kan let spredes gennem luften, og indånding af de små hår kan være farligt og give åndedrætsbesvær, det sker dog sjældent, sålænge man er et godt stykke fra en larverede. Vinden kan bære de små hår op til 200 meter.
De små hår er set kaldet mikrohår, gifthår og brandhår. På tøj kan de små hår uskadeliggøres ved at vaske tøjet ved mindst 60°C.

## Levevis
Egeprocessionsspinderlarverne bor næsten altid i spind på skyggesiden. Egeprocessionsspinderlarverne lever næsten kun på egetræer. Kun hvis alle bladene på egetræerne er blevet spist går de i procession til andre træarter. Larven er særlig aktiv i maj og juni.

## Udbredelse
Egeprocessionsspinderne findes normalt i det sydlige Europa, men har bredt sig nord på til Slesvig-Holsten. Arten har spredt sig mod nord på grund af varmere somre. De er ofte i byområder, hvor klimaer er lidt varmere end på landet. Der har været flere fund i Danmark af voksne hanner som kan flyve lange distancer, og der blev første gang konstateret reder med larver i Danmark i Odense i vinteren 2024/2025.

## Relaterede arter
Slægten processionsspindere indeholder også arter som fyrreprocessionsspinderen (Thaumetopoea pinivora), som der lever en bestand af på Bornholm (siden 1930'erne), og pinjeprocessionsspinderen (Thaumetopoea pityocampa). Deres larvers små hårs toksin er ligeledes giftige.
Pinjeprocessionsspinderens toksin er et protein kaldet thaumetopoein.